# Henry Duey
Henry Duey   (Chicago, 1 de maig de 1908 - Chipley, 13 de febrer de 1993) fou un aixecador estatunidenc que va competir durant la dècada de 1930.
El 1932 va prendre part en els Jocs Olímpics de Los Angeles, on guanyà la medalla de bronze en la prova del pes semipesant, per a aixecadors amb un pes inferior a 82,5 kg, del programa d'halterofília.